# سفارة فرنسا في سلوفينيا
سفارة فرنسا في سلوفينيا هي أرفع تمثيل دبلوماسي لدولة فرنسا لدى سلوفينيا. تقع السفارة في ليوبليانا وهي تهدف لتعزيز المصالح الفرنسية في سلوفينيا.

## وصلات خارجية
- الموقع الرسمي
- قائمة سفارات فرنسا
- قائمة السفارات في سلوفينيا